# 西門路 (臺南市)
西門路為臺灣臺南市貫穿市區西側的南北向主要道路之一，亦為府城地區中心道路，因經過臺灣府城西門而名，北起北辰橋接永康區小北路及中正南路（台1線），可直達永康交流道，南至中華南路，全長約6.7公里，臺南市道路編號21。

## 歷史
古時西門路原是海岸線，清代為城牆所在，有「城邊街」之稱。日治時期把城牆拆除之後建成西門町通，都市計畫中編為三等十四號道路。其中二段為臺南著名的「銀樓街」，沿路皆為珠寶店，當地人每逢婚嫁喜慶必定來採購，另外在西門中正路口處的不動產亦為全市公告地價最高的之地段。
原西門路南起府前路，北至成功路。在二戰後初期，西門路由北至南初編為立人街、西門路、玉泉街，玉泉街之路名來自日治時期的泉町。然而在1947年發生二二八事件後，為安撫民心，臺灣省參議會便於4月14日參考白崇禧將軍的建議，將台灣各縣市街道名稱，以與台灣相關的先賢作為命名依據，於是玉泉街路更名為「逢甲路」，名稱即取自台灣民主國副總統丘逢甲。
1980年代初期，台南市區道路重編，將同屬三等十四號道路的逢甲路（今一段）與立人街（今三段）合併，原西門路命名為二段，最後再將民德國中至正覺寺之間的新闢建道路命名為四段，全路段就此整編完畢。另外在2004年1月1日中區與西區合併為中西區之前，位於成功路與永華路一段之間的路段則曾作為兩區的界線。2009年3月5日，「西門路一段延伸線3-14號道路新闢工程」通車，至此西門路南延至中華南路。

## 行經行政區域
（由南至北排序）
南區→中西區→北區

## 沿線設施
（由南至北排序）

| - 一段 - 南山公墓 - 大成國中 - 小北百貨台南健康店 - 西門健康立體停車場 - 台南市公共自行車-西門健康停車場 - 國泰人壽逢甲服務中心 - 京城銀行總行 - 彰化銀行南台南分行 - 藍晒圖文創園區 - 新光三越台南新天地 - 中華電信臺南服務中心 - 小西門遺址 | - 二段 - 中正商圈 - 南台影城 - 延平商業大樓（今政大書城） - 西市場 - 郭綜合醫院 - 原寶美樓（今多那之台南西門門市） - 西門圓環 - 原東亞皮件洪宅（今赤崁璽樓） - 凱基銀行台南分行 - 台新銀行台南分行 - 原臺南大舞台 | - 三段 - 華南銀行北台南分行 - 立人國小 - 臺南市北區區公所 - 臺南市政府警察局第五分局立人派出所 - 臺南三山國王廟 - 元大銀行北府分行 - 合作金庫銀行北台南分行 - 大潤發台南店 - 民德國中 | - 四段 - 小北百貨台南西門店 - 京城銀行府城分行 - 壽司郎台南西門店 - 世界健身俱樂部台南西門店 - 小北觀光夜市 - 全聯福利中心台南西門店 - 新光三越台南小北門店（將於2025年8月29日開幕） - 寶雅生活館台南小北店 - 台南市公共自行車-西門公園451巷 - 小北成功夜市 - 聯邦銀行北台南分行 - 台北富邦銀行北台南分行 - 彰化銀行北台南分行 - 永豐銀行北台南分行 - 正覺寺 |

## 交通改革
2024年4月27日起，西門路（成功路至公園北路）試辦開放機車行駛內側車道及不強制兩段式左轉，但保留機車待轉區，提供機車騎士更寬廣的行車空間。

## 本路段客運
- 市區公車[3]

| 編號 | 路線                                               | 本路段公車站                                      |
| ---- | -------------------------------------------------- | ------------------------------------------------- |
| 0左  | 台南車站（北站）－台南車站（北站）（逆時針循環線） | 民德國中                                          |
| 0右  | 台南車站（南站）－台南車站（南站）（順時針循環線） | 民德國中                                          |
| 1    | 台南車站－茄萣／興達遠洋漁港                       | 西門、友愛街口－西門健康立體停車場                |
| 2    | 崑山科技大學－安平／三鯤鯓／四草                   | 西門健康立體停車場－西門、友愛街口                |
| 3    | 海東國小－德高國小／復興國中／全福新城             | 西門路三段口                                      |
| 5    | 和順轉運站－市立醫院／大甲里                       | 西門、民權路口－西門健康立體停車場                |
| 7    | 公園北路－台糖安南學苑                             | 西門、民權路口－國際城                            |
| 10   | 臺南轉運站－鹿耳門天后宮                           | 西門、友愛街口－小西門（西門路）                  |
| 11   | 大成路口－城西里                                   | 大成路口－西門、友愛街口 民德路口－西門路四段     |
| 14   | 台南車站－慈濟高中                                 | 西門、民權路口                                    |
| 15   | 臺南市立圖書館－大成路口                           | 大成國中－大成路口                                |
| 18   | 國民路／西門健康立體停車場－和順轉運站             | 大成國中（延駛） 西門健康立體停車場－西門路三段口 |
| 19   | 臺南海事／原住民文化會館－大灣高中                 | 小西門（西門路）－西門、友愛街口                  |
| 21   | 台南車站－永康休閒育樂中心                         | 小北商場－西門路四段北                            |

- 觀光公車[3]

| 編號 | 路線                             | 本路段公車站     |
| ---- | -------------------------------- | ---------------- |
| 111  | 小西門（西門路）－高雄國際航空站 | 小西門（西門路） |

- 高鐵快捷公車[3]

| 編號 | 路線                               | 本路段公車站     |
| ---- | ---------------------------------- | ---------------- |
| H31  | 永華市政中心（府前路）－高鐵台南站 | 小西門（西門路） |

- 幹支線公車[3]

| 編號   | 路線                                               | 本路段公車站                                        |
| ------ | -------------------------------------------------- | --------------------------------------------------- |
| 綠17   | 安平工業區－大灣－新化                             | 西門健康立體停車場－西門、民權路口                  |
| 藍幹線 | 安平工業區－西港－佳里                             | 小西門（西門路）                                    |
| 藍23   | 安平工業區－海尾－九塊厝                           | 小西門（西門路）－西門、民權路口 西門圓環（去程）   |
| 藍24   | 安平工業區－土城子－青草里                         | 西門健康立體停車場－西門、民權路口 西門圓環（去程） |
| 橘3    | 善化轉運站－安定－和順轉運站／臺南轉運站           | 國際城－小北商場（延駛）                            |
| 橘11   | 下營區公所－麻豆轉運站－西港－安南醫院／臺南轉運站 | 國際城－小北商場（延駛）                            |
| 紅幹線 | 安平工業區－台南車站－仁德－歸仁－關廟轉運站／龍崎 | 西門健康立體停車場－西門、友愛街口                  |
| 紅2    | 西門健康立體停車場／臺南轉運站－上崙仔－關廟轉運站 | 西門健康立體停車場－西門、友愛街口                  |

- 高雄市公車[4]

| 編號  | 路線                                       | 本路段公車站                 |
| ----- | ------------------------------------------ | ---------------------------- |
| 239   | 茄萣站－湖內－臺南火車站                   | 西門、民權路口－西門路三段口 |
| 8046A | 臺南火車站（北站）→文藻外語大學→高鐵左營站 | 西門路三段口→西門、民權路口  |
| 8046B | 高鐵左營站－岡山－路竹－臺南火車站         | 西門、民權路口－西門路三段口 |

## 外部連結
- 從地名解讀台南市的區域特色 （页面存档备份，存于）